# Spineni
Spineni is een Roemeense gemeente in het district Olt.
Spineni telt 2025 inwoners.